# 탕바오

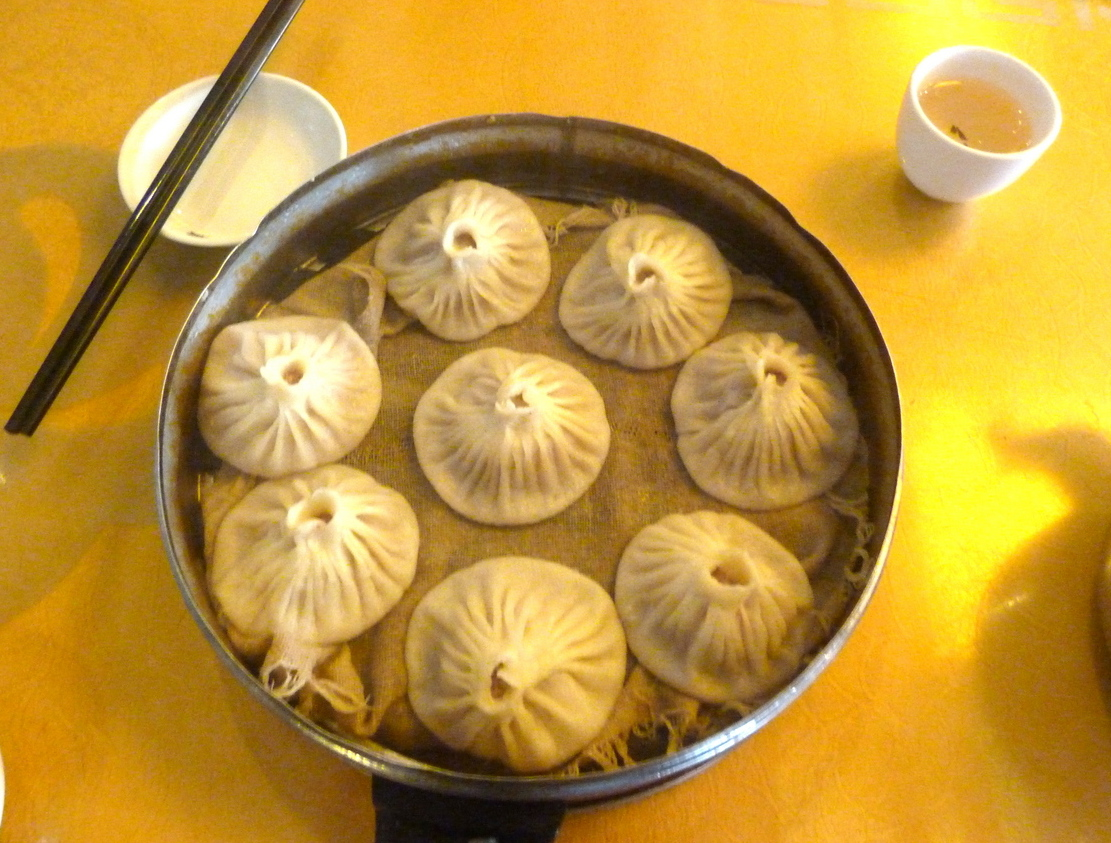
탕바오

탕바오(湯包, 汤包)는 중국 요리로 일종의 바오쯔다. 송나라 때 카이펑에서 탄생한 후 정강의 변 이후 장강 삼각주 지역에 퍼졌다.

## 같이 보기
- 샤오룽바오
- 훈툰